# ويل أونيل
ويل أونيل (بالإنجليزية: Will O'Neill)‏ هو لاعب هوكي الجليد أمريكي، ولد في 28 أبريل 1988 في سالم في الولايات المتحدة.

## وصلات خارجية
- ويل أونيل على موقع دوري الهوكي الوطني (الإنجليزية)
- ويل أونيل على موقع EliteProspects.com (الإنجليزية)
- ويل أونيل على موقع HockeyDB.com (الإنجليزية)
- ويل أونيل على موقع Hockey-Reference.com (الإنجليزية)